# Jeems
Jeems – osada (buurt) na wyspie Sint Eustatius, w Holandii Karaibskiej. Liczy 143 mieszkańców (1 stycznia 2024). Leży w centralnej części wyspy.